# Romániai magyar diáklapok
Diáklap Diáklap már 1918-at megelőzően s csaknem az egész 19. században készült kézírásos, majd később sokszorosított, végül nyomtatott formában. Jelen szócikk a 20. századi romániai magyar kisebbség diáklapjait tekinti át 1980-ig.

## Diáklapok jelentősége
Általános művelődési jelentőségük mellett az teszi őket érdekessé, hogy szépirodalmi, művészeti és tudományos anyaggal a közélet számos kiválósága indult el bennük alkotói útjára. Ez a műhely-jelleg különbözteti meg őket az olyan ifjúsági lapoktól, mint az Ifjú Erdély, a Jóbarát, az Erdélyi Magyar Lányok a két világháború között vagy a kommunizmus idején megjelent Pionír, a Napsugár, a Jóbarát és Ifjúmunkás, amelyek rendszeres és gyakori megjelenésükkel, szerkesztői és szerzői törzsgárdával, átgondolt művelődéspolitikával országos funkciókat töltöttek be, szemben a szerzőiket és hatósugarukat tekintve egyaránt helyi, intézményi jellegű diáklapokkal.

## Diáklapok a kétvilágháborúközt
A kolozsvári református kollégium Gyulai Pál-önképzőköre adta ki a Remény diáklapnak az első világháború utáni folyamait (1920-28, majd 1942-43) előbb Nagy Jenő és Jancsó Béla, később Illés Gyula, Rohonyi Vilmos és Buday György szerkesztésében; felújításakor a második világháború után tanárszerkesztője Nagy Géza, főmunkatársai Dáné Tibor, Kallós Zoltán, Csendes Zoltán.
A kolozsvári unitárius kollégium Kriza-önképzőkörének még a 19. században alapított, ugyancsak Remény c. lapja 1942-ig jelent meg, tanárirányítója Borbély István, diákszerkesztői közt volt Mikó Imre, László Tihamér, Bodor András, Létay Lajos.
Temesvárt a piarista gimnáziumban adták ki Ifjúság címen "diákok, diáklányok, véndiákok szépirodalmi és művészeti folyóiratá"-t (1921-26).
A székelykeresztúri unitárius főgimnázium Orbán Balázs-önképzőköre a Hajnal diákfolyóiratot jelentette meg (1923), s ezzel egyidejű a Brassói Diákok is (1923-24).
Antal Márk s többek közt Déznai Viktor irányításával, Fürst Oszkár szerkesztésében ugyancsak az 1920-as évek elején indult meg magyar nyelven az erdélyi zsidó ifjúság folyóirata, az Ifjú Kelet, s a temesvári román nyelvű zsidó líceum önképzőköre az 1930-as években magyarul jelentette meg Gaudeamus Igitur c. kőnyomatosát. E jelentősebb kiadványok mellett majdnem minden középiskolában történtek többé-kevésbé maradandó kísérletek diáklap-alapítására.

## Diáklapok a II. világháború után
A második világháború után az iskolai kezdeményezések közül jelentős a nagy múltú Remény c. diáklap időleges felújítása a kolozsvári unitárius kollégiumban (1945) és a temesvári magyar líceumban kiadott Gaudeamus folyóirat (1945-46), melynek főszerkesztője a még diák Bodor Pál. Folytatása a Juventus.
Az 1960-as évektől kezdve egyre több középiskola indította meg diáklapjait. Ezek közt a kolozsvári Brassai Sámuel Líceum diáklapja a Fiatal szívvel (1967-től), a csíkszeredai középiskoláé a Lyceum (1968-tól), a nagyváradi 3-as számú líceumé a Diákszó (1970-től), a sepsiszentgyörgyi l-es számú (ma Matematika-Fizika) líceumé a Gyökerek, ugyanott a 2-es számú (ma Történelem-Filológia) líceumé az Auróra, a székelykeresztúri líceumé a Rügyek, a kovásznaié a Mi (1969-től). A marosvásárhelyi művészeti líceum Zenit, a Bolyai Farkas Líceum ugyanott Tentamen címen adta ki folyóiratát.
1972-ben a kolozsvári 11-es számú líceum (1977-től 3-as számú Matematika–Fizika Líceum) is újraindította a már a múlt században 38 évfolyamot megért Hajnal c. önképzőköri diáklapot; a szatmári magyar líceum ugyanekkor felújította az 1918-ban már Diákszó címen megjelent diáklapot, Temesvárt pedig Juventus címmel született diáklap.
A székelyudvarhelyi Dr. Petru Groza Matematika-Fizika Líceum ABC c. diáklapja 1. számával 1979-ben jelentkezett. Mindezeket (s a még fel nem soroltakat) tanárokból és tanulókból összeállított szerkesztőségek vezették, munkatársaik nagy részét a diákok soraiból toborozták, s felkarolta, irányította tevékenységüket a KISZ. Egyetemek, főiskolák szintjén a diákság irodalmi törekvéseit a főiskolás lapok szolgálták (pl. a Thália).